# كريس تي سوليفان
كريس تي سوليفان (بالإنجليزية: Chris T. Sullivan)‏ هو مدير وشخصية أعمال أمريكي، ولد في 15 فبراير 1948.